# Philodromus daoxianen
Philodromus daoxianen är en spindelart som beskrevs av Yin, Peng och Kim 1999. Philodromus daoxianen ingår i släktet Philodromus och familjen snabblöparspindlar. Inga underarter finns listade i Catalogue of Life.